# Terry Parmenter
Terence Leslie Parmenter, detto Terry (Romford, 21 ottobre 1947), è un ex calciatore inglese, di ruolo centrocampista.

## Carriera
Dopo aver giocato nelle giovanili del Fulham nel 1964, all'età di 17 anni, viene aggregato alla prima squadra del club londinese, con cui il 20 marzo 1965 esordisce tra i professionisti nella partita della prima divisione inglese persa per 3-2 sul campo del Liverpool; nella stagione successiva, pur restando una riserva, gioca con maggior frequenza: la sua prima partita stagionale è la sconfitta per 3-2 sul campo dello Stoke City del 4 dicembre 1965, mentre la sesta ed ultima apparizione in campionato avviene circa due mesi più tardi, nella sconfitta per 2-1 nel derby londinese sul campo del Chelsea del 5 febbraio 1966.
Nella stagione 1966-1967 segna invece il suo primo gol in carriera in competizioni professionistiche, nella vittoria casalinga per 5-1 ai danni dell'Aston Villa del 12 novembre 1966, valevole per la sedicesima giornata della First Division 1966-1967; nella successiva giornata di campionato (ovvero la sconfitta per 1-0 del 19 novembre nel derby sul campo dell'Arsenal) gioca invece la sua seconda ed ultima partita stagionale in campionato; la stagione 1967-1968, che i Cottagers concluderanno all'ultimo posto in classifica (e quindi con la retrocessione in seconda divisione) è quella in cui, pur venendo ceduto a stagione in corso all'altro club londinese del Leyton Orient (militanti in terza divisione), paradossalmente gioca più partite di campionato (8) con la maglia del Fulham; nella stagione 1969-1970 vince invece la Third Division con il Leyton Orient, club che lascia al termine della stagione 1970-1971 (disputata in seconda divisione) dopo un totale di 3 reti segnate in 37 partite di campionato giocate. Continua poi a giocare tra i professionisti con il Gillingham, club con il quale tra il 1971 ed il 1973 disputa in totale 49 partite nella quarta divisione inglese; va poi a chiudere la carriera ai semiprofessionisti del Romford, club della sua città natale.
In carriera ha totalizzato complessivamente 103 presenze e 4 reti nei campionati della Football League.

## Palmarès

### Club

#### Competizioni nazionali
- Third Division: 1

Leyton Orient: 1969-1970